# ČSD-Baureihe T 444.0
Die Baureihe T 444.0 (ab 1988: Baureihe 725) war eine der wenigen dieselhydraulischen Lokomotiven der Tschechoslowakischen Staatsbahn ČSD. Sie wurde entwickelt, um auf Nebenbahnen und im Rangierdienst den Dampfbetrieb zu ersetzen.

## Geschichte
Die ersten zwei Prototypen wurden 1959 von ČKD in Prag geliefert. Die Serienfertigung erfolgte bei Turčianske strojarne n. p. Martin in der Slowakei. Insgesamt wurden für die ČSD 113 und für Industriebetriebe 61 Maschinen ausgeliefert.
Die wegen des roten Anstriches „Karkulka“ (deutsch: Rotkäppchen) genannten Lokomotiven besaßen einen Reduktionswandler für den Strecken- und Rangierdienst. Aus ihnen wurden die Baureihe T 444.1 mit einem Dampfkessel für die Wagenheizung abgeleitet. Dadurch wurde die Brennstoffreserve von 4000 l auf 1500 l verkleinert.
1988 wurde sie in die Baureihe 725 umgezeichnet. Da die Lokomotiven keinen Dampfkessel besaßen und der Güterverkehr auf Nebenbahnen kontinuierlich zurückging, konnte bis 1992 auf ihre Dienste verzichtet werden. Etliche Maschinen sind fahrfähig erhalten geblieben.

## Weblinks

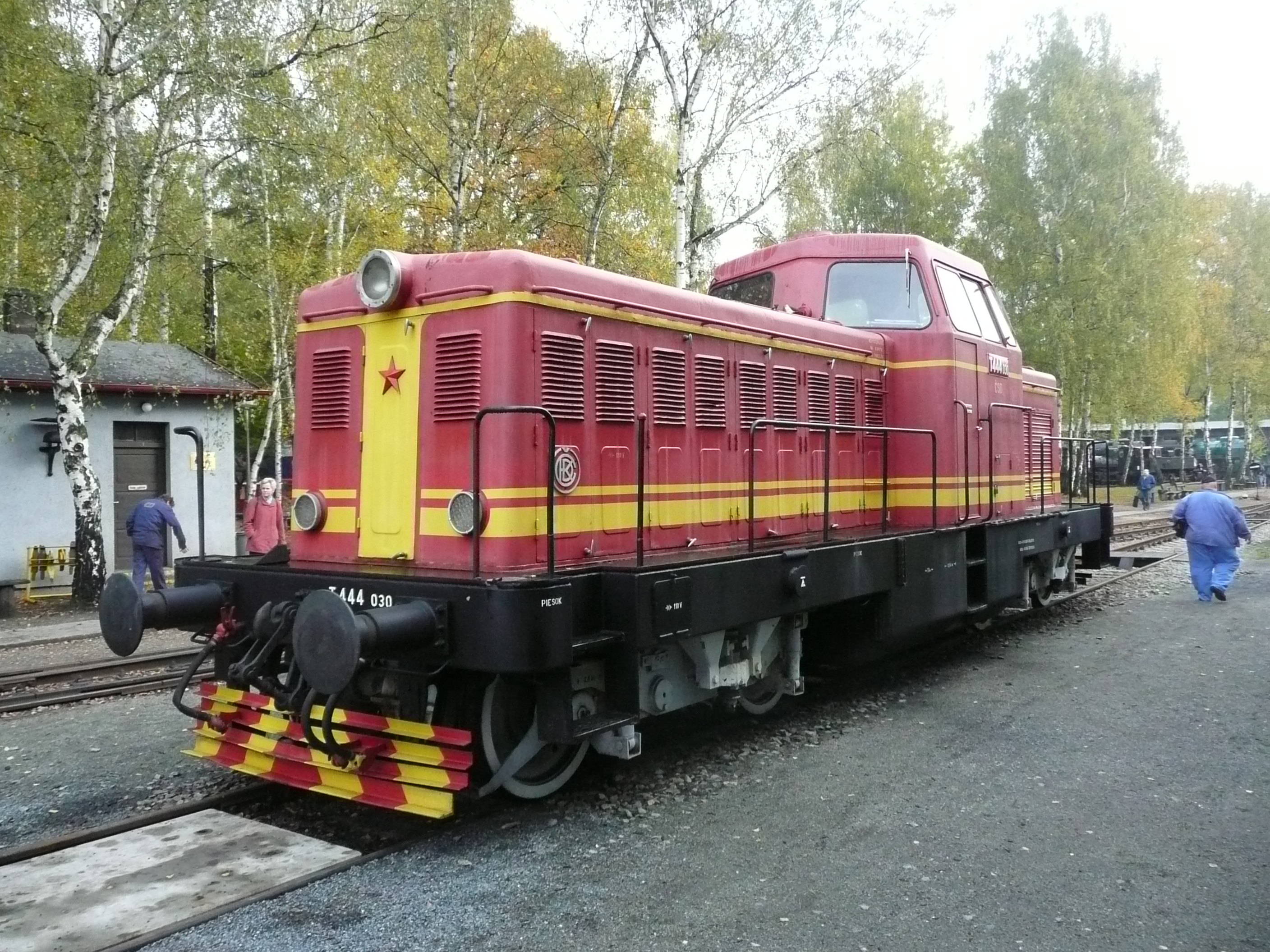
Museumslokomotive T 444.030 im Eisenbahnmuseum Lužná u Rakovníka (2013)